# Samuel Scheidt
Samuel Scheidt (Halle, 4 de novembro de 1587 – Halle, 24 de março de 1654) foi um organista alemão, professor de música e compositor do período da Renascença.